# La Résurrection du fils de la veuve de Naïm
La Résurrection du fils de la veuve de Naïm est un tableau de très grand format peint par Jean-Baptiste Wicar qui l'achève en 1816. Légué à la ville de Lille par son auteur, le tableau est conservé au palais des Beaux-Arts de Lille.

## Histoire
Le tableau est peint alors que Wicar s'est installé définitivement à Rome, à partir de 1809. Il le considère comme son œuvre majeure et, au terme d'un processus de maturation et de réalisation d'une dizaine d'années, achève de la peindre en 1816. Encouragé par son ami Antonio Canova, il forme le projet de l'exposer à Londres où elle passe très largement inaperçue de la critique. En 1817, Wicar la rapatrie à Rome où il l'expose dans son atelier. Le tableau rencontre alors un grand succès, et marque le milieu artistique romain des années 1820. Il suscite notamment des articles élogieux dans Effemeridi Romane en 1822 et dans Giornale Arcadico en 1829. À sa mort, en 1834, Wicar le lègue à sa ville natale, Lille, ainsi que huit cartons préparatoires à l'œuvre peinte. Elle rejoint les collections du musée en septembre 1835.
Deux gravures sont connues, qui attestent de la renommée de l'œuvre, l'une du Romain Stanislas Morelli, en 1821, l'autre de Michel Olivier Lebas, publiée en 1837.

## Description
Le sujet est tiré de la résurrection à Naïn, épisode de l'Évangile selon Luc (VII, 11-17). Il s'agit d'un miracle de Jésus Christ qui, alors qu'il approche de la ville de Naïm avec ses disciples, croise le cortège funèbre du fils unique d'une veuve. Ému, Jésus ressuscite le mort qui se dresse sur sa couche à l'effarement des témoins.
Le tableau, monumental (5,7 × 9 m), s'organise en quatre groupes principaux, le groupe des femmes, la civière et le ressuscité, le groupe des gens effrayés et Jésus et ses disciples. Au fond, à gauche, on voit les murs et la porte de la ville et à droite, la grotte où le mort allait être inhumé. Au geste impératif du Christ, pouce et index tendus, répond le geste du ressuscité qui lève le bras pour soulever le suaire qui lui couvrait le haut du corps.
À l'extrême droite du tableau, Wicar introduit un autoportrait, rajeuni, qui regarde le spectateur et un portrait de son ami le graveur Pietro Fontana qui lui jette un regard de biais. Et à l'extrême gauche, comme en pendant, un portrait, lui aussi idéalisé, de Jacques-Louis David.

## Analyse
Selon Annie Scottez-De Wambrechies, Wicar veut s'inscrire dans la lignée des grands peintres d'histoire des XVIIe siècle et XVIIIe siècle. Puisant dans les vastes connaissances d'expert artistique qu'il professe en Italie, il multiplie, face à l'entreprise de sa vie, les références iconographiques, de l'art antique à l'art moderne. Références à son maître, David, notamment dans la posture de l'homme à demi allongé au premier plan à gauche, qui évoque le pestiféré de Saint Roch intercédant la Vierge, dans le geste de stupéfaction du spectateur noir à l'arrière plan central qui ressemble à celui du soldat du Bélisaire demandant l'aumône ou dans les trois bras tendus des personnages sur le bord gauche qui rappellent les bras des trois Horaces dans Le Serment des Horaces. Mais aussi références à la peinture française du XVIIe siècle, tout particulièrement à Nicolas Poussin, l'homme agenouillé à gauche évoquant celui des Bergers d'Arcadie du Louvre, comme le brancard transporté par deux hommes fait penser au Paysage avec les funérailles de Phocion ou le jeune homme vu de dos, debout à gauche, à celui de La Mort de Germanicus. Références à Raphaël, l'idée de la mère défaillant dans les bras d'une parente se retrouvant dans La Mise au tombeau de la Galerie Borghèse tout comme les
postures, les visages réfléchis des apôtres rappellent L'École d'Athènes des musées du Vatican, et au Caravage, dans le geste du Christ emprunté à La Vocation de saint Matthieu. Et références classiques, dans le groupe de jeunes femmes soutenant la veuve, qui évoque celui des pleureuses de la prédelle de La Crucifixion d'Andrea Mantegna ou dans différentes allusions à l'antiquité, qu'il s'agisse du geste de la jeune femme tendant les bras vers le miraculé qui rappelle certains bas-reliefs antiques, ou du visage du fils, inspiré de la tête grecque Alexandre mourant.
Par ce condensé d’érudition associé à ses talents de dessinateur et de peintre, Wicar se pose en héritier du Siècle des Lumières, composant un tableau de référence voué à l’enseignement des générations futures. Mais elle surgit à une époque où le romantisme commence à s’imposer sur la scène artistique parisienne sous l’impulsion d’Antoine-Jean Gros ou Théodore Géricault. La réception de l’œuvre témoigne du décalage entre Paris, où elle semble dépassée, et Rome, qui célèbre le parti esthétique de Raphaël, également présent, au côté du parti néoclassique, dans La Résurrection du fils de la veuve de Naïm.
Pour conclure, Annie Scottez-De Wambrechies considère que Wicar « signe ici une leçon de peinture idéale, dont la grandeur humaniste et picturale résonne en particulier à Rome, la Ville Éternelle où il jouit de l'admiration des artistes italiens contemporains ».